# Llengües ibibio-efik
Les llengües Ibibio-Efik és un subgrup de les llengües del baix Cross, de les llengües Benué-Congo. L'Efik té l'estatus de llengua nacional de Nigèria i és l'estàndard literari del seu sub-grup lingüístic, tot i que l'ibibio té més parlants.
Les llengües del grup lingüístic ibibio-efik són l'anaang, l'efik, l'ibibio i l'ukwa. Aquestes es parlen als estats d'Akwa Ibom i de Cross River, al sud-est de Nigèria.

## Varietats i geografia lingüística
El grup lingüístic té més de tres milions i mig de parlants, cosa que el situa en el sisè lloc dels grups lingüístics de Nigèria després del hausa, l'ioruba, l'igbo, el ful i el kanuri.
Algunes de les llengües menors segons Williamson i Blanch, són l'ekit (200.000), l'efai (7212), l'ibuoro (5000), l'idere (5000) i l'ukwa. L'ethnologue els considera com no pertanyents a les llengües d'aquest sub-grup.
Forde i Jones (1950) va categoritzar les llengües següents sota aquest grup lingüístic: L'ibibio (o ibibio oriental), l'anaang (o ibibio occidental), l'efik (o riverain ibibio), l'ekit (o eket, ibibio meridional), l'ibeno (Delta ibibio) i l'enyong (ara considerat com ibibio).